# Ołeksandra Kuczerenko
Ołeksandra Kuczerenko (ukr. Олександра Кучеренко; ur. w 1997 roku w Dnieprze) – ukraińska tancerka, Miss Ukrainy 2016.

## Życiorys

### Wczesne lata
Urodziła się w 1997 roku, jest córką finansisty i ekonomistki. W wieku pięciu lat zaczęła treningi tańca klasycznego, później trenowała taniec towarzyski. W 2012 roku ukończyła naukę w szkole muzycznej w klasie fortepianu. Studiuje na Wydziale Dziennikarstwa Kijowskiego Uniwersytetu Narodowego.

### Kariera
We wrześniu 2016 roku wygrała wybory Miss Ukrainy. W grudniu reprezentowała kraj w konkursie Miss World, rozgrywanym w Waszyngtonie. Dotarła do „Top 10” pobocznego konkursu Miss Talent Contest, w którym zatańczyła i zagrała na fortepianie.
Od 27 sierpnia do 8 października 2017 roku brała udział w piątej edycji programu Tanci iz zirkamy, emitowanym na kanale 1+1. Jej partnerem tanecznym był prezenter telewizyjny Dmytro Komarow, z którym zajęła szóste miejsce.